# Avicennia
- Commons
- Wikispecies

Avicennia L., segundo o Sistema APG II, é um género botânico pertencente à família Acanthaceae.
São cosmopolistas ao sul do trópico de câncer.

## Sinonímia
- Sceura Forssk.

## Espécies
- Avicennia alba
- Avicennia bicolor
- Avicennia eucalyptifolia
- Avicennia germinans
- Avicennia integra
- Avicennia marina
- Avicennia nitida
- Avicennia officinalis
- Avicennia rumphiana
- Avicennia schaueriana
- Avicennia tomentosa
- «Lista completa»

## Classificação do gênero
| Sistema | Classificação                       | Referência               |
| ------- | ----------------------------------- | ------------------------ |
| Linné   | Classe Tetrandria, ordem Monogynia  | Species plantarum (1753) |
| APG II  | Ordem Lamiales, família Acanthaceae | APweb, versão 9, 2008    |